# Elodes nepalensis
Elodes nepalensis is een keversoort uit de familie moerasweekschilden (Scirtidae). De wetenschappelijke naam van de soort werd in 2003 gepubliceerd door Yoshitomi & Sato.